# 파란토돈
파란토돈(Paranthodon)은 1억 3천 3백만 년 전 백악기 전기 동안 지금의 남아프리카 공화국에 살았던 스테고사우루스 공룡의 속이다. 1845년에 발견된 이 공룡은 최초의 스테고사우루스인 중 하나이다. 그것의 유일한 유골, 부분 두개골, 분리된 치아, 그리고 척추뼈의 조각들이 커크우드 형태에서 발견되었다. 영국의 고생물학자인 리처드 오웬은 처음에 파레이아사우루스과 안토돈의 파편이라고 확인했다. 대영 자연사 박물관에 수년간 손대지 않은 채 남아있던 이 두개골은 남아프리카 공화국의 고생물학자 로버트 브룸에 의해 다른 유전자에 속하는 것으로 확인되었고, 그는 그 표본의 이름을 팔라에오스킨쿠스 아프리카누스(Palaeoscincus africanus)라고 지었다. 몇 년 후, 헝가리의 고생물학자 프란츠 놉사는 브룸의 새로운 이름을 알지 못한 채, 비슷한 결론을 내렸고, 그것을 파란토돈 오위니(Paranthodon owenii)라고 명명했다. 놉사의 종명은 브룸의 이름을 따서 할당되었고, 브룸은 새로운 속주를 할당하지 않았기 때문에, 두 이름 모두 현재 이항어인 파란토돈 아프리카누스(Paranthodon africanus)의 동의어다. 속칭은 고대 그리스어 파라(근접)와 안토돈이라는 속명을 결합하여 유골의 초기 참조를 나타낸다.

## 설명
파란토돈은 스테고사우루스와 같은 더 큰 스테고사우루스과의 작은 친척이었다. 토머스 R. 홀츠 주니어는 이 동물의 몸길이는 5.0m, 몸무게는 454kg에서 907kg 사이라고 추정했다. 주둥이는 아주 길지는 않지만 길고 윗부분은 볼록하다. 전악골의 뒷면은 길고 넓으며, 바깥쪽의 나비는 크다. 이빨은 두드러진 1차 능선을 가지고 있다. 화석화된 코뼈와 상악골은 비교적 완전하며 불완전한 전악골도 보존되어 있다. 부분 주둥이는 큰 뒷턱 전악골 과정과 입천장 확장에서 스테고사우루스를 닮았다. 스테고사우루스는 1981년 분류군 검토에서 파란토돈과 비교할 수 있는 두개골에서 발견된 유일한 스테고사우루스과 공룡이며, 이들의 유사성은 대단하지만 이빨 형태는 스테고사우루스와 매우 다르다. 예를 들어 두개골의 물질은 스테고사우루스, 파란토돈, 켄트로사우루스, 투오지앙고사우루스로 알려져 있으며 이빨 형태는 모두 다르다.